# Спартак (Вінниця)
Футбольний клуб «Спартак» або просто «Спартак»  — радянський футбольний клуб з міста Вінниця.

## Історія
Футбольний клуб «Спартак» засновано у 30-х роках XX століття в місті Вінниця. У 1937 році команда дебютувала в Другій групі чемпіонату УРСР, в якій посіла останнє 6-е місце. Після цього «спартаківці» виступали в третій групі чемпіонату УРСР, де найбільшим успіхом команди стало 3-є місце в сезоні 1940 року. У 1946 року вінницький колектив дебютував у третій групі української зони «Центр» чемпіонату СРСР. Після цього «Спартак» виступав у регіональних футбольних змаганнях.
У сезонах 2009/10 та 2010/11 років виступав у Першій лізі чемпіонату Вінницької області, також брав участь у розіграшах обласного кубку.

## Досягнення
- Третя група чемпіонату УРСР
  -  Бронзовий призер (1): 1940